# زبورووی
زبورووی (به لاتین: Zborovy) یک منطقهٔ مسکونی در جمهوری چک است که در شهرستان کلاتووی واقع شده‌است. زبورووی ۶٫۷۷ کیلومتر مربع مساحت و ۱۲۶ نفر جمعیت دارد و ۵۷۷ متر بالاتر از سطح دریا واقع شده‌است.